# Unique
Unique je treći studijski album hrvatske pop pjevačice Nine Badrić, kojeg 1999. godine objavljuje diskografska kuća Croatia Records.
Materijal za album je većim dijelom sniman i miksan u studiju Croatia Records i J.M.Trooly u Zagrebu, a na njemu su sudjelovali glazbenici Adonis Ćulibrk "Boytronic", Ilan Kabiljo, Ante Pecotić, Željko Banić, P'eggy, Davor Devčić, Igor Geržina, Mario Igrec, te članice sastava Divas. Album sadrži trinaest skladbi od kojih dvije dolaze u dvije verzije, obrada "Woman In Love" u običnoj verziji i remiks, te "Po dobru ti me pamti" u vokalnoj i instrumentalnoj verziji. Uz ove skladbe, na albumu se nalazi i ranije objavljen singl "Na kraj svijeta", i veliki hit "Još i sad".

## Popis pjesama
1. "Tko si ti" (4:38)
  - Adonis Ćulibrk Boytronic, Nina Badrić, Adonis Ćulibrk Boytronic, Davor Devčić
2. "Woman In Love" (4:17)
  - Barry Gibb, Robin Gibb, Barry Gibb, Robin Gibb, Davor Devčić
3. "Ne ostavljaj me" (4:14)
  - Adonis Ćulibrk Boytronic, Nina Badrić, Davor Devčić
4. "Još i sad" (4:42)
  - Ilan Kabiljo, Nina Badrić, Miroslav Drljača Rus, Ante Pecotić, Ilan Kabiljo
5. "Po dobru ti me pamti" (4:53)
  - Adonis Ćulibrk Boytronic, Davor Devčić, Ante Pecotić, Davor Devčić
6. "Nije mi svejedno" (4:22)
  - Adonis Ćulibrk Boytronic, Nina Badrić, Alka Vuica, Adonis Ćulibrk Boytronic, Davor Devčić
7. "Na kraj svijeta" (3:33)
  - Ante Pecotić, Ante Pecotić, Ante Pecotić
8. "Jedino moje" (3:50)
  - Ante Pecotić, Ante Pecotić, Ante Pecotić
9. "Više me nije strah" (3:36)
  - Ilan Kabiljo, Ante Pecotić, Ilan Kabiljo
10. "Poljubi me"  (uživo) (3:52)
  - Ante Pecotić, Ante Pecotić, Ante Pecotić, Adonis Ćulibrk Boytronic
11. "Kao u snu" (3:53)
  - Adonis Ćulibrk Boytronic, Ante Pecotić, Davor Devčić
12. "Woman In Love" (Ice-Pick miks) (4:17)
  - Alan Barry Gibb, Hugh Robin Gibb, Davor Devčić
13. "Po dobru ti me pamti" (4:53)
  - Davor Devčić, Adonis Ćulibrk Boytronic

## Izvođači
- Nina Badrić - Prvi vokal
- Ivana Husar, Marija Husar, Martina Pongrac, Maja Vučić, Ilan Kabiljo - Prateći vokali
- Igor Geržina - Saksofon
- Mario Igrec - Gitara
- Željko Banić Bane - Gitara

- Davor Devčić - Producent

## Vanjske poveznice
- Diskografija.com - Nina Badrić - Unique